# Робін Лайвлі
Робін Лайвлі (нар. 7 лютого 1972) — американська кіноакторка.

## З життєпису
Народилася 7 лютого 1972 в Паудер-Спрінгс, Джорджія.

## Фільмографія
- 1978 — Літо мого німецького солдата (Summer of My German Soldier)
- 1983 — Boone (телесеріал)
- 1984 — Лицар доріг
- 1984 — Punky Brewster
- 1985 — The New Leave It to Beaver
- 1986 — Кращі часи
- 1986 — Дикі кішки
- 1986 — Fuzz Bucket
- 1986 — Silver Spoons
- 1986 — Starman (телесеріал)
- 1986 — Дивовижні історії
- 1987 — Not Quite Human
- 1987 — The Dictator
- 1988 — Buckeye and Blue
- 1989 — Teen Witch
- 1989 — Малюк-каратист 3
- 1989 — Not Quite Human II
- 1989 — Джамп-стріт, 21
- 1990 — Янгол-підліток
- 1991 — ABC Afterschool Special
- 1990—1991 — Твін Пікс
- 1991 — Crazy from the Heart
- 1991—1993 — Doogie Howser, M.D.
- 1992 — In Sickness and in Health
- 1992 — Freshman Dorm
- 1993 — Return to Zork
- 1993 — Квантовий стрибок
- 1993 — Хроніки молодого Індіани Джонса
- 1993 — Дорогоцінні жертви
- 1993 — Against the Grain (телесеріал)
- 1994—1995 — Чиказька надія
- 1995 — Загадай маленьку мрію 2
- 1996 — Хроніки молодого Індіани Джонса
- 1996—1997 — Саванна
- 1997 — Ранковий випуск
- 1997 — George & Leo
- 1998 — Love Boat: The Next Wave
- 1999 — Цілком таємно (сезон 6)
- 1999 — Sam Churchill: Search for a Homeless Man
- 2000 — Chicken Soup for the Soul
- 2000 — Санта - це хто?
- 2002 — The District
- 2002 — Another Pretty Face
- 2003 — Розслідування Джордан
- 2003 — Військово-юридична служба
- 2003 — The Drew Carey Show
- 2003—2004 — American Dreams
- 2004 — Сильні ліки
- 2005 — Mystery Woman: Snapshot
- 2005 — Місце злочину: Нью-Йорк
- 2006 — Simon Says
- 2006 — Частини тіла
- 2007 — 7-10 Split
- 2007 — Johnny Kapahala: Back on Board
- 2007 — A Dance for Bethany
- 2007 — Мертва справа
- 2007—2009 — Врятувати Грейс
- 2008 — Пригоди молодого Індіани Джонса: Вітри змін (The Adventures of Young Indiana Jones: Winds of Change)
- 2008 — Murder.com
- 2008 — Криміналісти: мислити як злочинець
- 2008 — 30 потрясінь
- 2008—2010 — Менталіст
- 2009 — Alligator Point
- 2010 — Letters to God
- 2010 — Ясновидець
- 2011 — Sironia
- 2011 — Fishers of Men
- 2012 — Longmire
- 2014 — Віджа: Смертельна гра
- 2014 — Gortimer Gibbon's Life on Normal Street
- 2015 — Chasing Ghosts
- 2017 — Злочин в маленькому місті
- 2018 — Гаваї 5.0
- 2018 — Реанімація
- 2019 — Добрий лікар
- 2019 — Dwight in Shining Armor
- 2019 — They Came Knocking
- 2019 — надалі — Light as a Feather (телесеріал)
- 2020 — Новобранець
- 2020 — Всім встати